# Trara um Liebe
Trara um Liebe è un film del 1931 diretto da Richard Eichberg.

## Produzione
Il film fu prodotto dalla Richard Eichberg-Film GmbH.

## Distribuzione
Distribuito dalla Süd-Film, uscì nelle sale cinematografiche tedesche presentato all'Atrium di Berlino il 4 settembre 1931. In Svezia, il film fu distribuito il 12 ottobre 1931 con il titolo Charlottes husar. Uscì anche in Ungheria (26 marzo 1932, come Feleségem a hadnagy úr) e Finlandia (11 agosto 1935).